# Walzen (Oberschlesien)
Walzen (polnisch Walce) ist ein Ort und zugleich der Hauptort der Landgemeinde Walzen im Powiat Krapkowicki der Woiwodschaft Opole (Oppeln) in Polen. Seit 2006 ist Walzen zweisprachig ist (polnisch und deutsch).

## Geographie
Das Angerdorf Walzen liegt rund elf Kilometer südöstlich von Krapkowice (Krappitz) und 33 Kilometer südöstlich von Opole (Oppeln) in der Nizina Śląska (Schlesische Tiefebene) an der Stradunia. Östlich von Walzen verläuft die Staatsstraße DK 45, die nach Tschechien führt.
Ortsteile von Walzen sind die Kolonie Antoszka (Kolonie Antonien), die Weiler Groble (Dammmühle), Krzewiaki (Strauchhäuser) und Posiłek (Posilek) sowie die Siedlung Marianków (Mariannenhof).
Nachbarorte von Walzen sind im Nordosten Zabierzau (Zabierzów), im Norden Grocholub (Grocholub) und im Südwesten Dobersdorf (Dobieszowice).

## Geschichte

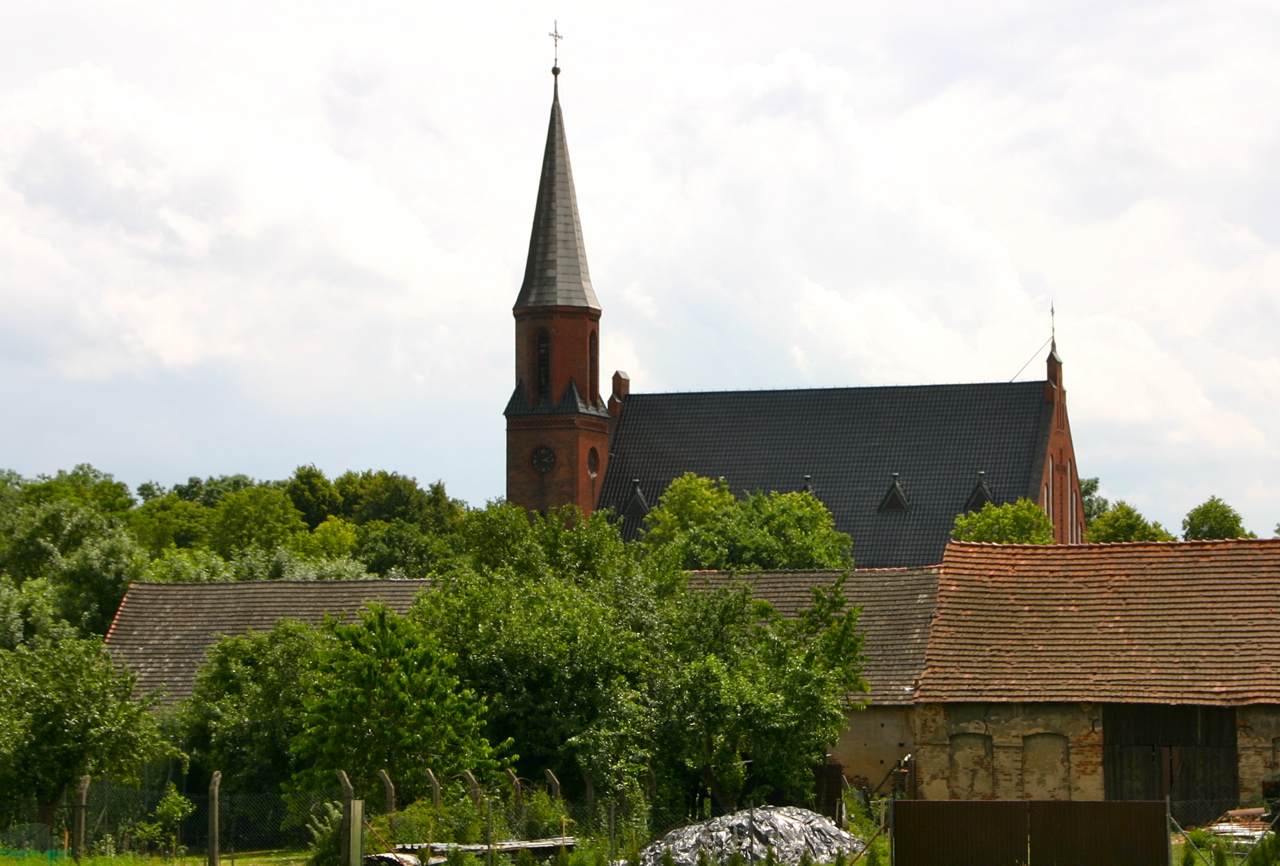
Pfarrkirche St. Valentin

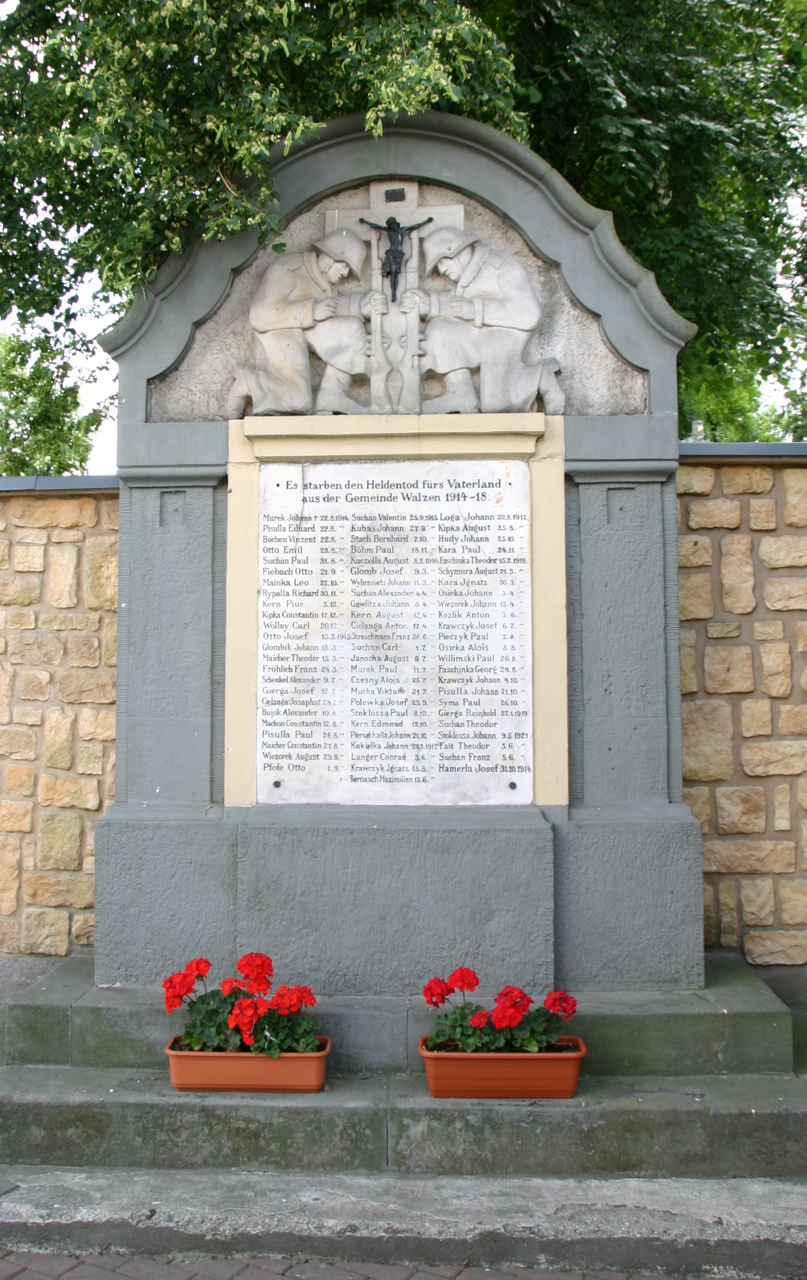
Gefallenendenkmal

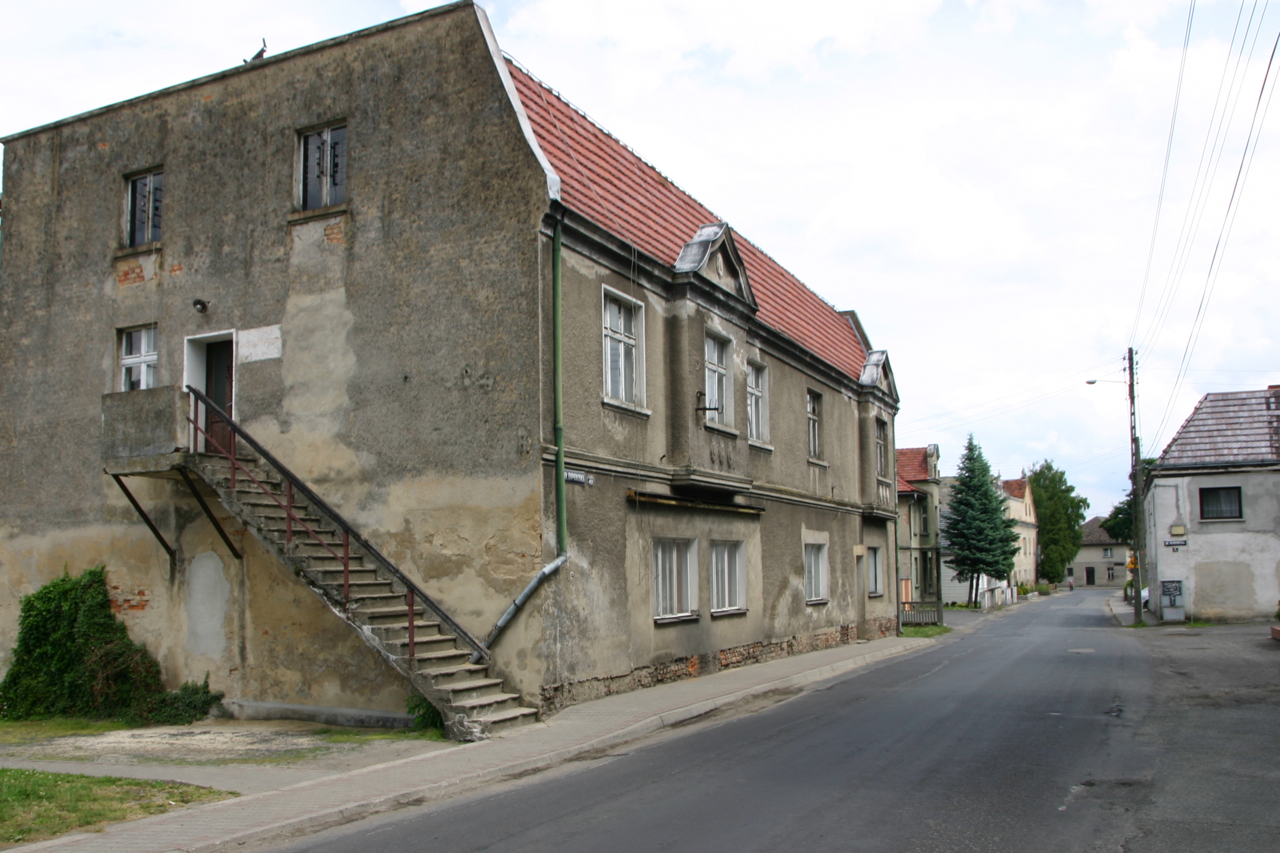
Ortspartie

Steinzeit-Funde in Walce und dem Gemeindegebiet lassen auf eine Besiedlung dieses Gebiets um 6000–4500 v. Chr. schließen, zumal es günstig gelegen war: Im Einzugsgebiet der Oder und an der Bernsteinstraße.
Im Mittelalter kam es auch im Zuge der Siedlungstätigkeit der neuen Klöster zur Anlage zahlreicher neuer Städte und Dörfer in Schlesien. So ist Walzen eine Gründung des Zisterzienserklosters Leubus und wurde 1228 erstmals als Walchi erwähnt. Bereits 1260 bestätigte der Oppelner Herzog Wladislaus I. jedoch das Norbertinerinnenkloster in Czarnowanz als neuen Besitzer des jungen Ortes. 1290 wird Valetz im Zehntverzeichnis des Bistums Breslau aufgeführt und für 1330 ist mit Paulus von Walicz der erste Pfarrer und damit das Bestehen einer eigenständigen Pfarrei Walzen (=Walicz) nachgewiesen.
Im 14. Jahrhundert lösten sich die schlesischen Herzogtümer und mit ihnen Walzen von Polen und unterstellten sich dem böhmischen König. Aus Böhmen kommend brachten dann die Hussitenkriege auch Walzen schwere Zerstörungen. Später dezimierten der Dreißigjährige Krieg sowie eingeschleppte Seuchen die Bevölkerung.
So wie der größte Teil Schlesiens fiel Walzen 1526 an die Habsburger und 1742 an Preußen. Das später dem Landkreis Neustadt O.S. zugeteilte Walzen war schon im 16. Jahrhundert von den Czarnowanzer Norbertinerinnen an weltliche Besitzer übergegangen. Die Adelsfamilie von Schweinichen baute in ihrem Besitz Walzen 1675 ein Schloss, das 1815 von der Familie Walliczek gekauft wurde und 1847 an die Familie von Seher-Thoss überging.
Nach der Neuorganisation der Provinz Schlesien gehörte die Landgemeinde Walzen ab 1816 zum Landkreis Neustadt O.S. im Regierungsbezirk Oppeln. 1845 gliederte sich der Ort in Ober-, Nieder-, und Schloss-Walzen. Im Ort bestanden ein Schloss, ein Vorwerk, eine katholische Kirche, eine Brauerei, eine Brennerei und 190 Häuser. Im gleichen Jahr lebten in Walzen 1185 Menschen, davon drei evangelisch. 1861 zählte Walzen 1327 Einwohner, 27 Bauern, 30 Gärtner und 109 Häusler. Die katholische Schule zählte im gleichen Jahr 272 Schüler. 1874 wurde der Amtsbezirk Walzen gegründet, welcher die Landgemeinden Walzen und Rosnochau umfasste.
1908 wurde in Walzen eine Freiwillige Feuerwehr gegründet. Bei der Volksabstimmung in Oberschlesien am 20. März 1921, die in der Gegend von bürgerkriegsähnlichen Zuständen begleitet wurde, wurden in Walzen 861 Stimmen (88,8 %) für den Verbleib bei Deutschland und 112 für eine Angliederung an Polen abgegeben. Walzen verblieb wie der gesamte Stimmkreis Neustadt beim Deutschen Reich. Aufgrund der Verschuldung der Gutsherrn wurde der Walzener Gutsbesitz 1929 verstaatlicht und der Landbesitz aufgeteilt. Dies bot dem Dorf neue Entwicklungsmöglichkeiten: So wurde im Schloss eine Landwirtschaftsschule für Mädchen eingerichtet und es entstanden neue Höfe und Wohnbauten. Bis 1945 befand sich der Ort im Landkreis Neustadt O.S.
Nach Ende des Zweiten Weltkrieges fiel der Ort 1945 unter polnische Verwaltung, die deutsche Bevölkerung wurde zu einem Großteil vertrieben, und Walzen wurde in Walce umbenannt. Gegen Ende des Krieges war im Schloss ein Munitionsdepot angelegt worden, dessen Explosion im Juli 1945 das Schloss zerstörte. Heute erinnert an das Schloss nur noch die ul. Zamkowa (Schlossstraße).
Am 1. Januar 1973 wurde die Gemeinde Walzen gegründet und ist seit 2006 offiziell zweisprachig (Polnisch und Deutsch). In der Gemeinde Walzen ist wie im übrigen Oppelner Land ein großer Teil der Bevölkerung deutschstämmig, da nur ein Teil der deutschen Bewohner nach dem Zweiten Weltkrieg vertrieben wurde. So gehören laut der letzten polnischen Volkszählung 2002 32,41 % der Gemeindebevölkerung von Walzen der deutschen Minderheit an, weitere 15,53 % bezeichneten sich als „Schlesier“.
Am 3. Juni 2009 wurden in der Gemeinde zusätzliche amtliche deutsche Ortsnamen eingeführt.

## Sehenswürdigkeiten

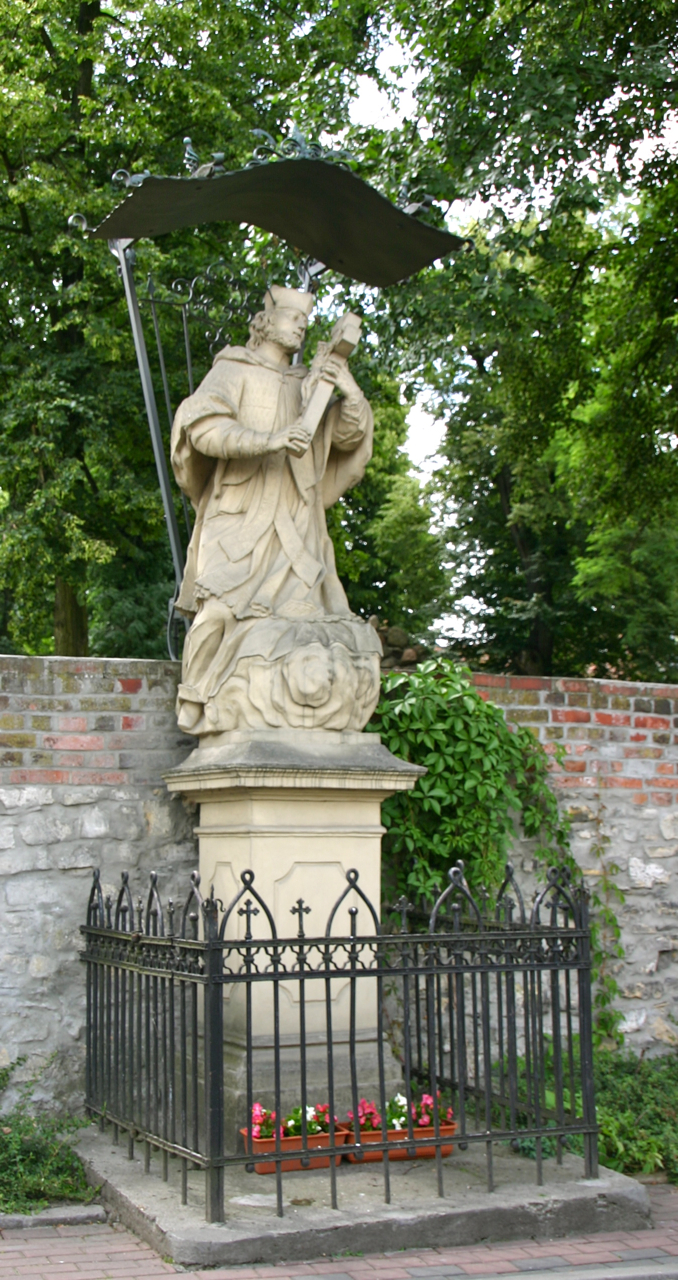
Nepomukstatue

- Der neugotische Backsteinbau der römisch-katholischen Pfarrkirche St. Valentin (Kościół św. Walentego) wurde 1894 unter dem damaligen Pfarrer Rudolf Banner errichtet, dessen Grab sich auf dem örtlichen Friedhof findet. St. Valentin wurde als dreischiffige Hallenkirche mit fünf Jochen und angebautem Chor errichtet und mit einem seitlich angebauten Glockenturm mit spitzem Turmhelm versehen. Die neugotische Ausstattung besteht aus drei Altären, der Kanzel samt Schalldeckel, einem Taufbecken, Pfeilerfiguren, den Kreuzwegstationen, der Orgel sowie Buntglasfenstern. Zeugen der viel älteren Geschichte der Pfarrei Walzen sind eine Bronzeglocke von 1586 sowie ein spätbarocker Osterleuchter, die aus dem Vorgängerbau übernommen wurden. 2011 wurde der Kirchenbau unter Denkmalschutz gestellt.[10][11]
- In der Nähe der Kirche steht ein Kriegerdenkmal mit den Namen der im Ersten Weltkrieg Gefallenen aus der Gemeinde Walzen.
- Die Statue mit dem böhmischen Landesheiligen Johannes Nepomuk wurde im 18. Jahrhundert geschaffen.
- Steinerne Wegekapelle
- Steinerne Wegekreuze
- Bildstock

## Einwohnerentwicklung
Die Einwohnerzahlen von Walzen nach dem jeweiligen Gebietsstand (spätere Zahlen beziehen sich auf die ganze Landgemeinde):
| Jahr | Einwohner |
| ---- | --------- |
| 1910 | 1.516     |
| 1925 | 1.694     |
| 1933 | 1.891     |
| 1939 | 1.895     |
| 1995 | 6.486     |
| 2000 | 6.262     |
| 2005 | 5.989     |

## Öffentliche Einrichtungen
Als Hauptort der Gemeinde gibt es in Walzen ein Dorfgemeinschaftshaus (Gminny Ośrodek Kultury) und eine Gemeindebibliothek. Als Organisation der Deutschen Minderheit ist der Deutsche Freundschaftskreis (DFK) aktiv, der auch einen Chor gegründet hat.
Walzen verfügt über eine Staatliche Mittelschule und gleich daneben die Joseph-von-Eichendorff-Grundschule, die Deutsch als Minderheitensprache unterrichtet. Außerdem gibt es im Ort zwei Kindergärten.

## Gemeinde
Die Landgemeinde Walzen gliedert sich in neun Dörfer mit Schulzenamt.

## Söhne und Töchter des Ortes
- Alfons Hilka (1877–1939), deutscher Romanist, Textherausgeber und Erzählforscher
- Georg Gyssling (1893–1965), deutscher Diplomat
- Dietrich Taube (1932–2021), deutscher Schauspieler, Theaterregisseur und -intendant